# 에밀리 갈라비즈
에밀리 사라히 갈라비즈 오수나(스페인어로: Emily Sarahí Galaviz Osuna,  산 후안 데 로스 모로스, 과리코, 2007년 4월 18일 ~ )는 베네수엘라의 라네라 음악 가수로, 이 장르의 아티스트들에 의해 유명한 주제를 해석하는 것으로 유명하다.
그는 400만 조회수를 달성한 후 콜롬비아 Spotify에서 첫 번째 골드 레코드를 받았습니다. YouTube에서 그의 가장 많이 재생된 동영상은 «Popurrí 01» 으로 이미 조회수 1천만 회를 돌파하며 이 플랫폼에서 베네수엘라 평원에서 가장 많이 재생된 뮤직 비디오 중 하나로 자리매김했습니다. Instagram, TikTok, Facebook 및 YouTube와 같은 소셜 네트워크와 디지털 플랫폼에서 그녀는 총 420만 명 이상의 팔로어를 보유하고 있으며 이러한 플랫폼에서 베네수엘라 평원에서 가장 많은 팔로어를 받는 음악 아티스트가 되었습니다 .

## 전기
에밀리는 어린 시절부터 주변 문화로 인해 전통 베네수엘라 음악의 영향을 받았다. 그녀는 어린 나이에 프로 경력을 시작했지만, 2022년에 TVES의 청소년 재능 프로그램에서 두각을 나타내면서 업계에서 주목받기 시작했다. 그녀의 경력 상승은 Total Show Entertainment와 음반 계약을 체결하게 했고, 첫 번째 싱글 "Mi Triste Realidad"를 녹음했다.
갈라비즈는 다른 베네수엘라 음악가들의 주제를 사용하지만, 멜로디와 리듬에 변화를 주어 이러한 곡들이 팬들에게 더 매력적으로 다가가게 한다. 이러한 곡 중 첫 번째는 "Guayabo Zarandiao"(메이라 토바르의 원곡)로, 그녀를 유명하게 만들었고, 이후 비슷한 곡들을 발표하여 주목받았다. "Popurri 01"과 "Popurri 02"도 주목할 만한다.
2024년 9월에 그녀의 첫 번째 국내외 투어가 시작되었다. 그리고 12월에는 동료 가수 아라이마 아메즈키타와 예니퍼 모라와 함께 미국의 여러 도시에서 'Folklore의 디바들'이라는 투어에 출연했다.

## 목록

### 단순한
| 년도 | 자격                                         | 작곡가                        | 레코드 레이블            |
| 2024 | Guayabo Zarandiao (과야보 자라디아오)        | 카를로스 쿠마린               | Total Show Entertainment |
| 2024 | Mi Triste Realidad (내 슬픈 현실)            | 진 오초아                     | Total Show Entertainment |
| 2024 | Ni que me pongas amarres (나를 묶어두더라도) | 에밀리 갈라비즈와 예니퍼 모라 | Total Show Entertainment |
| 2024 | Llano Querido (친애하는 라노)                | 호세 미구엘 추엘로            | Total Show Entertainment |
| 2024 | Mi Forma de Amar (나의 사랑의 방식)          | 에밀리 갈라비즈               | Total Show Entertainment |
| 2024 | Por Los Caminos del llano (평야의 길을 따라) | 세사르 오렐라노               | Total Show Entertainment |
| 2024 | La Centella (스파크)                         | 라니에로 팜                   | Total Show Entertainment |
| 2025 | Aguacero (호우)                              | 에밀리 갈라비즈               | Total Show Entertainment |

### 에프
| 년도 | 자격                                                 | 작곡가 | 포함된 주제 |
| 2024 | Popurrí 01 (메들리 01)                               | 카를로스 쿠마린, 우고 블랑코, 이반 호세 로드리게스, 후안 비센테 토레알바, 훌리오 판토하, 라파엘 페레즈, 라파엘 히메네스, 앙헬 쿠스토디오 로욜라                           | La Vecina; Guayabo Zarandiao; El Gabancito; Tu Alma y la Mía; Tierra negra; De Moda que Si; Mi Sombrero (이웃; 구아바 자라디아오; 가반시토; 너의 영혼과 나의 영혼; 검은 흙; 그렇다. 유행이죠. 내 모자) |
| 2024 | Popurrí 02 (메들리 02)                               | 아브라함 니에베스, 콜로 발데라마, 크리스토발 히메네즈, 엘 카라오 데 팔마리토, 프란시스코 몬토야, 우고 블랑코, 훌리오 세사르 산체스, 넬슨 모랄레스, 레이나 루세로          | Hazañas De Un Llanero; El Hombre Que Tanto Amé; Por Ese Suspiro; Juanita; Mi Caballo Y Yo; Kirpa Altanera; Chipola Del Siglo XX; Catira Marmoleña; Gabán Peligroso;¿Dónde Están Los Gallos? (레인저의 활약 내가 너무나 사랑했던 남자; 그 한숨을 위하여; 후아니타; 내 말과 나; 오만한 키르파; 20세기의 치폴라; 대리석 카티라; 위험한 코트; 수탉은 어디에 있나요?) |
| 2024 | Popurrí 03 - Patio Sonoro (메들리 03 - Patio Sonoro) | 펠릭스 로메로, 살바도르 감보아, 비토 디프리스코, 윌머 토바르, 럼미 올리보, 기예르모 에르난데스, 마르코스 에두아르도 에르난데스, 우고 블랑코, 빅터 카스티요, 라파엘 몰리나 | Cuando Hay Amor; Fiesta Venezolana; Te Lo Juro; Tiempo De Agua En La Llanura; Llegó El Joropo; Luna De Capanaparo; No Me Corra Cantinero; Les Llegó La Guillotina. (사랑이 있을 때; 베네수엘라당; 맹세해요; 평원의 물놀이 시간; 조로포족이 도착했다. 카파나파로의 달; 나를 쫓아내지 마, 바텐더; 단두대가 도착했다)                                               |

## 투어
| 년도 | 관광                                                         | 장소 |
| ---- | ------------------------------------------------------------ | --- |
| 기본 |                                                              | |
| 2024 | Emily Galaviz y sus amigos (에밀리 갈라비즈와 그녀의 친구들) | - 바르키시메토 - 발렌시아 - 마라카이 - 라 과이라 - 카라카스                                                     |
| 2024 | Las Divas de folklore (민속의 디바들)                        | - 마이애미 - 애틀랜타 - 오스틴 - 피닉스 - 솔트레이크 시티 - 달라스 - 올랜도 - 탬파 - 휴스턴 - 시카고 - 콜럼버스 |

1. ↑   https://elpitazo.net/espectaculos/emily-galaviz-la-joven-venezolana-que-estremece-las-redes-sociales-con-su-musica-llanera/. |제목=이(가) 없거나 비었음 (도움말)
2. ↑   https://elpitazo.net/espectaculos/emily-galaviz-la-joven-venezolana-que-estremece-las-redes-sociales-con-su-musica-llanera/. |제목=이(가) 없거나 비었음 (도움말)
3. ↑   https://www.colombiamusicinc.com/emily-galaviz-presenta-su-nuevo-sencillo-mi-forma-de-amar/#:~:text=Actualmente,%20Emily,%20es%20la%20artista,la%20reproducci%C3%B3n%20de%20su%20m%C3%BAsica. |제목=이(가) 없거나 비었음 (도움말)
4. ↑   https://llanera.com/emily-galaviz-la-nueva-reina-de-la-musica-llanera-inicia-su-primera-gira-nacional-en-venezuela/26620. |제목=이(가) 없거나 비었음 (도움말)
5. ↑   https://ultimasnoticias.com.ve/noticias/chevere-reportajes/emily-galaviz-primera-gira-nacional/. |제목=이(가) 없거나 비었음 (도움말)
6. ↑   https://www.colombiamusicinc.com/emily-galaviz-yenifer-mora-y-araima-amezquita-inician-gira-por-estados-unidos/. |제목=이(가) 없거나 비었음 (도움말)
7. ↑   https://www.eluniversal.com/entretenimiento/196016/ppg-y-total-show-dirigen-la-gira-de-las-embajadoras-del-folklore-venezolano-en-estados-unidos. |제목=이(가) 없거나 비었음 (도움말)